# Острів імені Залита
Острів імені Залита (рос. Остров им. Залита) — присілок в Псковському районі Псковської області Російської Федерації.
Населення становить 183 особи. Входить до складу муніципального утворення територія Залитських островів.

## Історія
Від 2015 року входить до складу муніципального утворення територія Залитських островів.

## Населення
| 2001 | 2002 | 2010 |
| ---- | ---- | ---- |
| 267  | ↗284 | ↘183 |